# 요정 (음식점)
요정(料亭)은 고급 식당을 의미한다. 한국에서 고급 음식점을 의미했고 요릿집이라고 불리기도 했으며, 현재는 의미가 변질되어 거의 사용하지 않고, 한정식 식당으로 불린다.

## 역사

### 유래
일제강점기에 일본의 료테이라는 형태의 요릿집이 한국에 전해져 생겨나게 되었다. 일본의 료테이는 손님에게 일본의 정찬을 중심으로 하는 고급 요리를 제공하는 식당이었다. 초기 요정은 한국의 정찬이나 궁중요리 등을 제공하는 고급 식당이었으나, 일본의 료테이와는 달리 점차 남자들이 여자들의 접대로 받으며 음식을 먹고, 그 후에 잠자리까지 함께 할 수 있는 곳이 되었다. 그 배경에는 대한제국 말기의 관기 제도 폐지가 있다. 1907년 관기 제도가 폐지되어 기생들은 관청에서 풀려 나와 요릿집에서 일하게 되었다. 요정에서는 기생 조합인 권번에 연락을 하여 기생을 불러 흥을 돋구는 것이 일반적이었다. 또한 요릿집에 소속되어 일하는 기생들도 생겨나게 되었다.

### 요정 3각
1970년대 말 서울의 북악산에 '요정 3각'이라고 불리는 요릿집들이 있었는데, 청운각, 대원각, 삼청각이었다. 청운각은 1956년 한일회담이 성사된 곳이고, 성북동 삼청각은 1972년 남북조절위원회와 남북적십자회담에 사용되었다. 이러한 요정들은 제3공화국이나 제4공화국의 요인들이 즐겨 찾던 곳이었다.

### 오진암
요정이었던 종로구 익선동의 오진암(梧珍庵)은 서울시 음식점 1호 업소로, 1900년대 초 지어진 2천310m2(약 700평) 규모의 단층 한옥건물에 1972년 이후락 중앙정보부장과 북한 박성철 제2부수상이 이곳에서 만나 7·4 남북 공동 성명을 논의한 곳이다.

### 박정희 정부 당시
박정희 정부 시절 관광요정이 10개 있었고, 최전성기에는 200개가 넘었다. 손님은 내국인뿐만 아니라 일본인도 많았다.

### 한정식집으로 변모
1980년대에 요정들은 기생이나 마담이 자취를 감추고 관광 식당으로 변모하였다. 현재의 요릿집들이 이제 요정이라 불리지 않고 한정식집이라고 불린다.

## 같이 보기
- 료테이